# Zbigniew Błaszczuk
Zbigniew Antoni Błaszczuk (ur. 31 października 1949 w Sawinie) – polski samorządowiec, w latach 2001–2002 prezydent Kołobrzegu.

## Życiorys
Absolwent Wyższej Szkoły Oficerskiej Wojsk Rakietowych i Artylerii w Toruniu.
W latach 90. zaangażował się w działalność Sojuszu Lewicy Demokratycznej. W 1998 został radnym Kołobrzegu i wiceprzewodniczącym rady miejskiej. W 2001 powołano go na urząd prezydenta miasta, gdy ze stanowiska tego w związku z wyborem na posła zrezygnował Bogdan Błaszczyk. W bezpośrednich wyborach w 2002, będąc kandydatem SLD-UP, przegrał w drugiej turze z Henrykiem Bieńkowskim. Uzyskał jednocześnie ponownie mandat radnego Kołobrzegu. W 2010 powrócił do samorządu jako radny powiatu kołobrzeskiego. W 2014 nie uzyskał reelekcji. Na początku lipca 2017 odszedł z SLD, sprzeciwiając się zawarciu przez tę partię lokalnej koalicji z PO. W 2018 bez powodzenia kandydował na prezydenta i radnego Kołobrzegu.